# Sonja Bennett
Sonja Bennett (Vancouver, 24 agosto 1980) è un'attrice canadese.

## Biografia
È figlia del regista Guy Bennett e Anna Hart.

### Carriera
Ha iniziato la sua carriera nel 2002 ed è principalmente nota per aver preso parte nel film False verità.

## Vita privata
È compagna dell'attore Stephen Lobo, da cui ha avuto due figli.

## Filmografia parziale

### Cinema
- The Water Game, regia di John Bolton (2002)
- False verità (Where the Truth Lies), regia di Atom Egoyan (2005)
- Tutte le cose che non sai di lui (Catch and Release), regia di Susannah Grant (2006)
- L'alba del pianeta delle scimmie (Rise of the Planet of the Apes), regia di Rupert Wyatt (2011)
- In kayak verso casa (Kayak to Klemtu), regia di Zoe Leigh Hopkins (2017)

### Televisione
- La lista dei clienti (The Client List), regia di Eric Laneuville – film TV (2010)
- Ghost Wars – serie TV, 11 episodi (2017)
- Avvocati di famiglia (Family Law) – serie TV, 1 episodio (2021)

## Doppiatrici italiane
Nelle versioni in italiano delle opere in cui ha recitato, Sonja Bennett è stata doppiata da:
- Ilaria Latini in False verità
- Perla Liberatori in Psych
- Francesca Manicone in 'Young People Fucking
- Monica Vulcano ne La lista dei clienti
- Chiara Gioncardi in Motive
- Francesca Tardio in Ghost Wars